# Bréau-et-Salagosse
Bréau-et-Salagosse (okzitanisch Brèu e Salagòssa) ist eine Ortschaft und eine ehemalige französische Gemeinde mit 478 Einwohnern (Stand: 1. Januar 2019) im Département Gard in der Region Okzitanien (vor 2016: Languedoc-Roussillon). Sie gehörte zum Kanton Le Vigan und zum Arrondissement Le Vigan.
Mit Wirkung vom 1. Januar 2019 wurden die ehemaligen Gemeinden Bréau-et-Salagosse und Mars zur Commune nouvelle Bréau-Mars zusammengeschlossen und haben in der neuen Gemeinde der Status einer Commune déléguée. Der Verwaltungssitz befindet sich im Ort Bréau-et-Salagosse.

## Lage
Sie grenzt im Nordwesten und im Norden an Dourbies, im Osten an Arphy, im Südosten an Aulas und Avèze (Berührungspunkt), im Süden an Molières-Cavaillac, im Südwesten an Bez-et-Esparon und Mars und im Westen an Aumessas.

## Bevölkerungsentwicklung
| Jahr      | 1962 | 1968 | 1975 | 1982 | 1990 | 1999 | 2008 | 2014 |
| --------- | ---- | ---- | ---- | ---- | ---- | ---- | ---- | ---- |
| Einwohner | 247  | 265  | 271  | 266  | 320  | 354  | 439  | 415  |